# Заславский, Владислав Доминик
Князь Владислав Доминик Заславский-Острожский (пол. Władysław Dominik Zasławski-Ostrogski, 1616 — 5 мая 1656) — польский магнат, предпоследний представитель княжеского рода Острожских (точнее, их младшей ветви — князей Заславских). 3-й ординат Острожский (1629—1656), конюший великий коронный (с 1636 года), воевода сандомирский (1645—1649) и краковский (1649—1656). Староста луцкий (1639—1653), региментарий коронных войск (1648). Унаследовал два самых огромных состояний в Речи Посполитой — Заславских и Острожских, после их объединения стал богатейшим человеком во всей стране, уступая в богатстве и влияние только Любомирским.
Сын воеводы брацлавского и киевского, князя Александра Янушевича Заславского (1577—1629), и Евфросиньи Острожской (ум. 1628).

## Биография
Унаследовав от своего деда, каштеляна краковского князя Януша Острожского и отца, воеводы киевского князя Александра Заславского, острожскую ординацию, Владислав-Доминик Заславский стал богатейшим землевладельцем Речи Посполитой, уступая в этом отношении только Станиславу Любомирскому. Своей резиденцией он избрал изрядно перестроенный после казацких набегов Старосельский замок, изначально призванный защищать подступы ко Львову со стороны Берладского шляха.
В 1639 году князь Владислав Заславский во главе значительного военного отряда прибыл на сейм в Варшаву. Владея огромным количеством имений, Заславский имел возможность содержать большое надворное войско. Так, в походе в 1646 году против крымских татар он выставил конный отряд из восьмисот человек. В 1649 году боях с восставшими казаками и крестьянами под Дубном действовали 12 княжеских хоругвей, в которых было около 1200 воинов.
В 1636 году князь Владислав Заславский получил должность великого конюшего коронного. В 1639 году ему было передано во владение луцкое староство. В 1645 году Владислав Доминик Заславский был назначен воеводой сандомирским.
Во время народного восстания на Украине под предводительством запорожского гетмана Богдана Хмельницкого князь Владислав Доминик Заславский на стороне короля принял участие в Берестецком сражении, командовал польскими войсками в битве под Пилявцами. Несмотря на это, Хмельницкий предписывал казакам не трогать владений князя, прозванного теми за изнеженность и лень «периной».
В июне-июле 1648 года при поддержке канцлера Ежи Оссолинского воевода сандомирский князь Владислав Доминик Заславский был избран на сейме региментарием (временным главнокомандующим) польско-шляхетского ополчения для подавления казацко-крестьянского восстания на Украине. Его товарищами были назначены великий подчаший коронный Николай Остророг и великий хорунжий коронный Александр Конецпольский. В июле-августе 1648 года главный региментарий Владислав Заславский собрал шляхетское ополчения под Глинянами в Галиции. Другой крупный украинский магнат и воевода русский Иеремия Вишневецкий, враждовавший с Заславским, отказался повиноваться его приказам и собирал шляхетские отряды под своим командованием под Збаражем и Чолганским Камнем на Волыни. Только после длительных переговоров магнаты Владислав-Доминик Заславский и Иеремия-Михаил Вишневецкий объединили свои силы для совместной борьбы с Богданом Хмельницким. В сентябре 1648 года в битве под Пилявцами польско-шляхетская армия потерпела сокрушительное поражение от казацко-крестьянского ополчения под предводительством Богдана Хмельницкого.
Летом 1649 года после смерти Станислава Любомирского Владислав Доминик Заславский получил от короля Яна II Казимира должность воеводы краковского. Весной того же года продолжил вооруженную борьбу против восставших казаков на Украине. Магнаты Иеремия Вишневецкий, Владислав Заславский и Александр Конецпольский собирали шляхетские отряды под Збаражем.
В конце июня — начале июля 1651 года воевода краковский Владислав Доминик Заславский участвовал в битве с объединённой казацко-татарской армией под Берестечком. Из-за предательства крымского хана, заключившего сепаратный договор с Речью Посполитой и пленившего Богдана Хмельницкого, поляки окружили и разгромили казацкие полки.
Во время Первой Северной войны (1655—1660), когда шведский король Карл X Густав оккупировал большую часть Польши, князь Владислав Доминик Заславский сохранил верность королю Речи Посполитой Яну ІІ Казимиру Вазе. В 1656 году незадолго до смерти Владислав Заславский руководил обороной крепости Пшемысля от шведов.

## Семья

### Жёны и дети
Владислав Доминик Заславский был дважды женат. В 1634 году женился первым браком на Софье Лигежанке (ок. 1616—1649), дочери каштеляна сандомирского Николая Лигезы, от брака с которой детей не имел.
В феврале 1650 года вторично женился на Катажине Собеской (1634—1694), дочери каштеляна краковского Якуба Собеского и Софии Теофилии Данилович. Дети:
- Александр Януш Заславский (1650—1682) — 4-й ординат Острожский (1656—1682), не был женат и умер холостяком

- Теофила Людвика Заславская (1654—1709), 1-й муж с 1671 года Дмитрий Ежи Вишневецкий (1631—1682), гетман польный коронный, воевода краковский, великий гетман коронный и каштелян краковский; 2-й муж с 1683 года Юзеф Кароль Любомирский (1638—1702), великий маршалок коронный, который и унаследовал все земли Острожских.